# 安国寺 (高山市)
安国寺（あんこくじ）は、岐阜県高山市にある臨済宗妙心寺派の寺院。山号は太平山。本尊は釈迦牟尼仏（釈迦如来）。飛騨三十三観音霊場11番札所。経蔵は国宝に指定されている。同じく経蔵が2016年に日本遺産「飛騨匠の技・こころ / 国府盆地の中世社寺建築群」の一つとして認定された。

## 歴史
足利尊氏・直義が日本各地に建立した安国寺の1つ。当寺は貞和3年（1347年）、瑞巌和尚によって創建された。
最盛期には七堂伽藍と9の塔頭を有する大刹であったが、戦国時代、高山に拠点を持つ上杉派の三木氏と、国分寺に拠点を持つ武田派の広瀬氏との抗争に巻き込まれ、天正年間（1532年～1555年）と永禄年間（1558年～1570年）の二度に渡って兵火を被り、経蔵、開山堂、および鎮守社の熊野神社以外の堂宇が焼失。現在見られる本堂は江戸時代初期の寛永元年（1624年）、飛騨高山藩第三代藩主の金森重頼により再建されたもの。

## 文化財

### 国宝

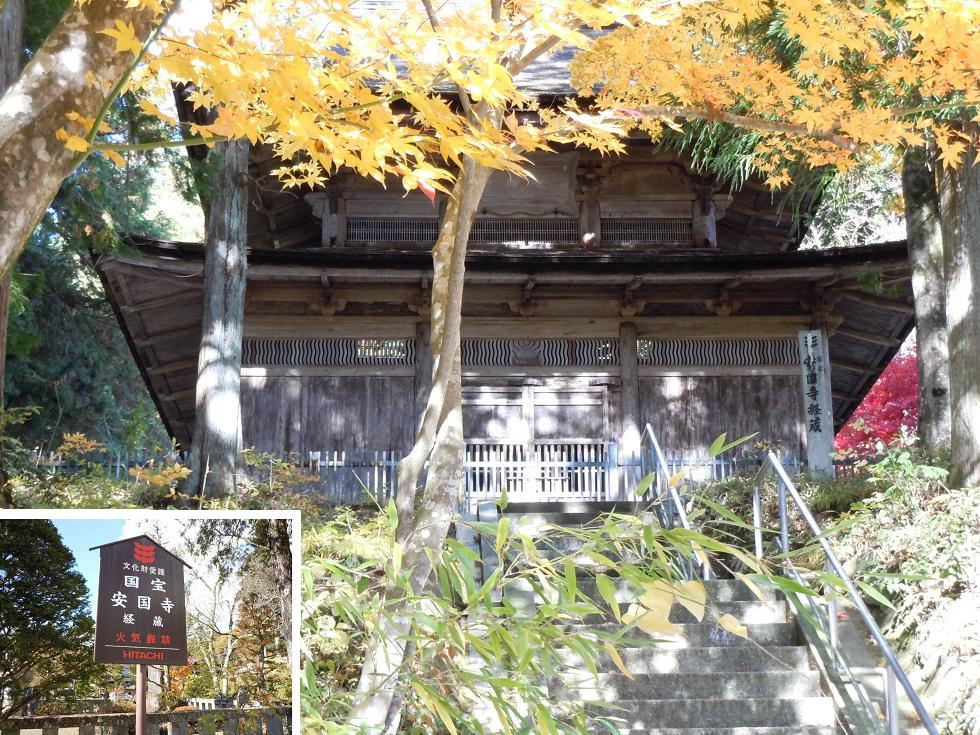
経蔵（国宝）

- 安国寺経蔵 - 応永15年（1408年）の建築。入母屋造、杮葺。柱間正面・側面とも1間の身舎（もや）の周囲に裳階（もこし）を付した禅宗様建築。身舎の柱間は外見からは正側面とも3間に見えるが、内側の2本は柱ではなく束（つか）である。建物内部に入ると4本の独立柱が立ち、方一間の身舎の周囲に裳階をめぐらした構造であることがわかる。禅宗様建築では、組物を密に並べ（詰組）、垂木は扇垂木とする例が多いが、本建物では組物の数が少なく、垂木も平行垂木で疎らに配されており、全体に簡素な意匠になる。内部には輪蔵（回転式の経蔵）がある。制作年代の明らかな輪蔵として日本最古であり貴重。明治42年（1909年）に旧古社寺保存法に基づき特別保護建造物に指定され、昭和38年（1963年）に現行法である文化財保護法の規定に基づき国宝に指定された[1]。

### 重要文化財

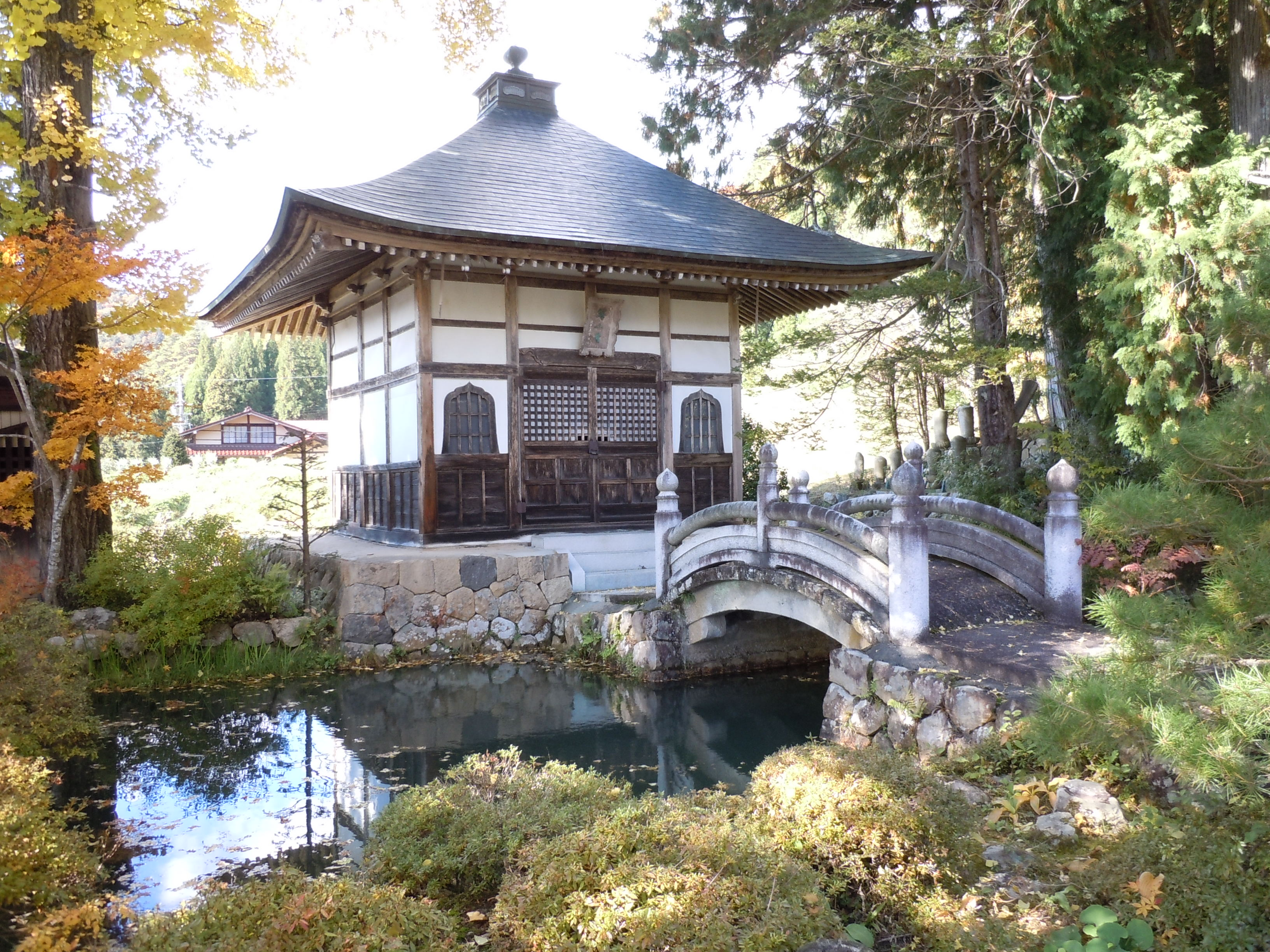
塑造瑞巌和尚坐像が安置される開山堂

- 塑造瑞巌和尚坐像[3]（頭部木造）（開山堂安置） - 明徳3年（1392年）の作。塑造は日本では奈良時代に盛行した技法で、中世には珍しい。ただし、本像の頭部は木造である。昭和37年、国重文に指定。
  - 附:木造須弥壇
  - 附:像内納入経（紙本墨書華厳経賢行願品、紙本墨書金剛経、紙本墨書法華経普門品および般若心経）
- 熊野神社本殿[4] - 安国寺境内の裏手にある熊野神社は、安国寺の鎮守社として室町時代末期に瑞巌和尚が勧請し創建されたものと伝えられる。その本殿は三間社流見棚造りで屋根は杮（こけら）葺き。この種の建物としては特異な形式のもので、飛騨の神社建築のルーツを知る上にも貴重。昭和54年、国重文に指定。

#### 岐阜県指定重要文化財
- 木造本尊釈迦牟尼仏 脇侍文殊普賢両菩薩像[5] - 延文2年（1356年）の作。
- 一切経並春日版大般若経[6]

## 蛻庵稲荷
境内には『安国寺のきつね小僧』という伝説・昔話にまつわる、蛻庵（ぜいあん）稲荷が祀られている。

## 所在地
- 岐阜県高山市国府町西門前474

## 交通
- 高山本線飛騨国府駅より約5km
- 中部縦貫自動車道・高山ICより道程約14km